# Tórtora capgrisa
La tórtora capgrisa (Streptopelia tranquebarica) és una tórtora, per tant un ocell de la família dels colúmbids (Columbidae) que habita selves, boscos i terres de conreu de l'Àsia meridional i l'Arxipèlag Malai, des del Pakistan, l'Índia, Bangladesh i Xina, cap al sud, a través del Sud-est Asiàtic fins a les illes Andaman, Península Malaia, Taiwan, Hainan i Filipines septentrionals.

## Descripció
La tórtora capgrisa és una espècie de mida mitjana, amb una longitud de 20,5-23 cm i un pes d’uns 104 g. El mascle té el cap blavós i el cos marró vermell clar amb un anell negre al voltant del coll, mentre que la femella és similar però rosada. Els dos sexes tenen el coll fosc. La femella es pot confondre amb altres tórtores, però és més petita amb la cua més curta. Sovint s'alimenten en parelles, però es poden congregar en grans estols, particularment en camps agrícoles on s’han vessat llavors a terra.

## Distribució i hàbitat
Aquesta tórtora es troba a Taiwan i Filipines, però poc freqüent a l’arxipèlag d’Indonèsia (evitant els contraforts rocosos). Tanmateix, a l'estiu migra cap a les valls més àmplies de cultivades d’Afganistaa on cria. És la tórtora més comuna a tot el Panjab. És un visitant estival a l’Índia, on és més o menys resident. Prefereix trams més boscosos com ara les plantacions d’arbres de canals o carreteres i evita extenses regions del desert. Quan arriben per primera vegada, sovint es troben en estols petits, però aviat s'aparellen i comencen la cria.

## Taxonomia
La tórtora capgrisa va ser descrita formalment pel naturalista francès Jean Hermann el 1804 que li va donar el nom binomial Columba tranquebarica.
En l'actualitat està inclosa en el gènere Streptopelia que va ser introduït el 1855 per l’ornitòleg francès Charles Lucien Bonaparte.
El nom del gènere prové del grec antic «streptos» que significa “coll” i «peleia» que significa “colom”. L’epítet específic és de la ciutat Tranquebar, ara Tharangambadi, a la costa de Coromandel, al sud de l’Índia.
Es reconeixen dues subespècies:
- S. t. humilis (Temminck, 1824) - Nepal oriental, nord-est de l'Índia i nord-est del Tibet al nord de la Xina i Filipines.
- S. t. tranquebarica (Hermann, 1804) - Pakistan, Índia peninsular i Nepal occidental.